# Robinson R22

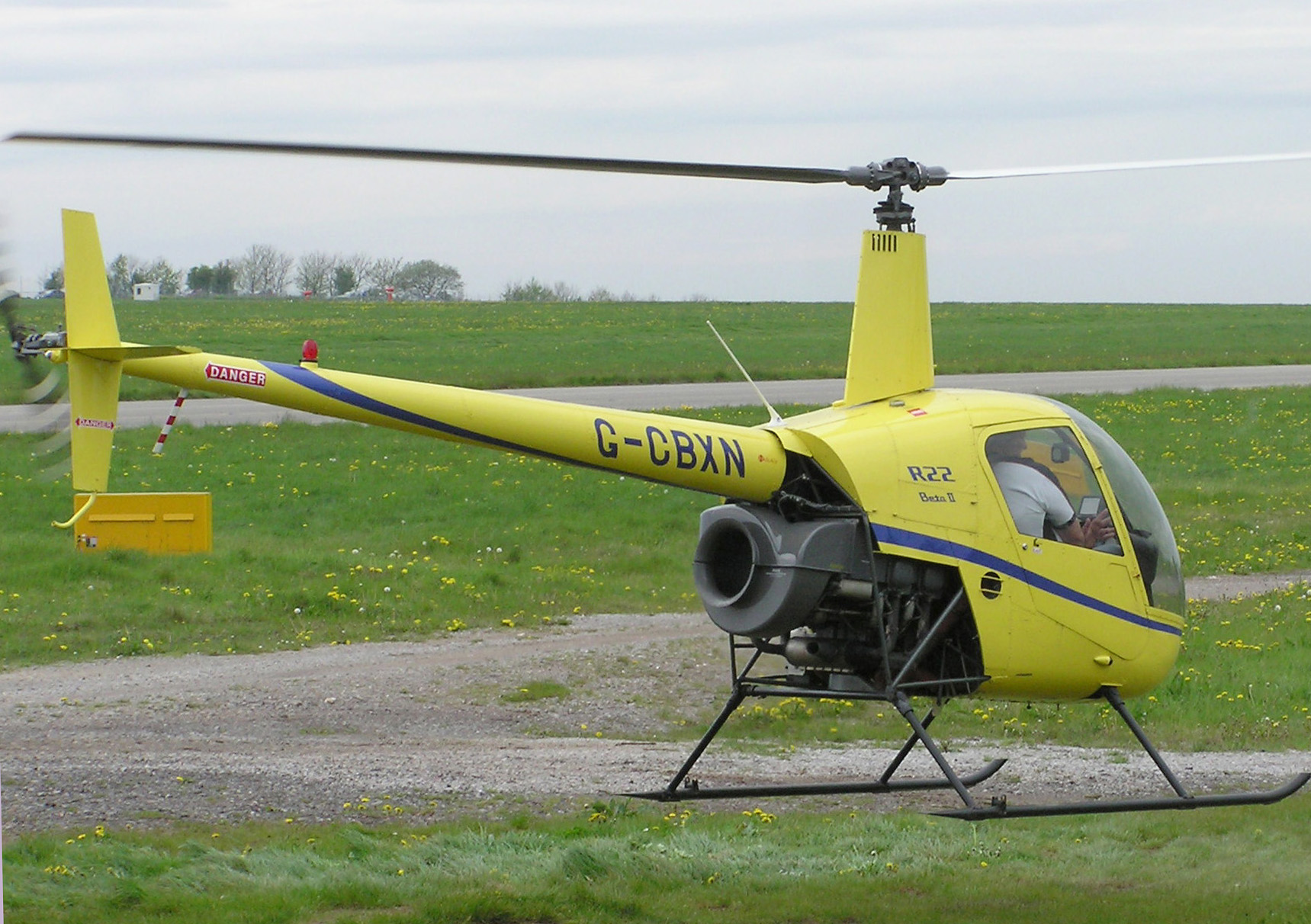
Vista posteriore di un R22 in hovering

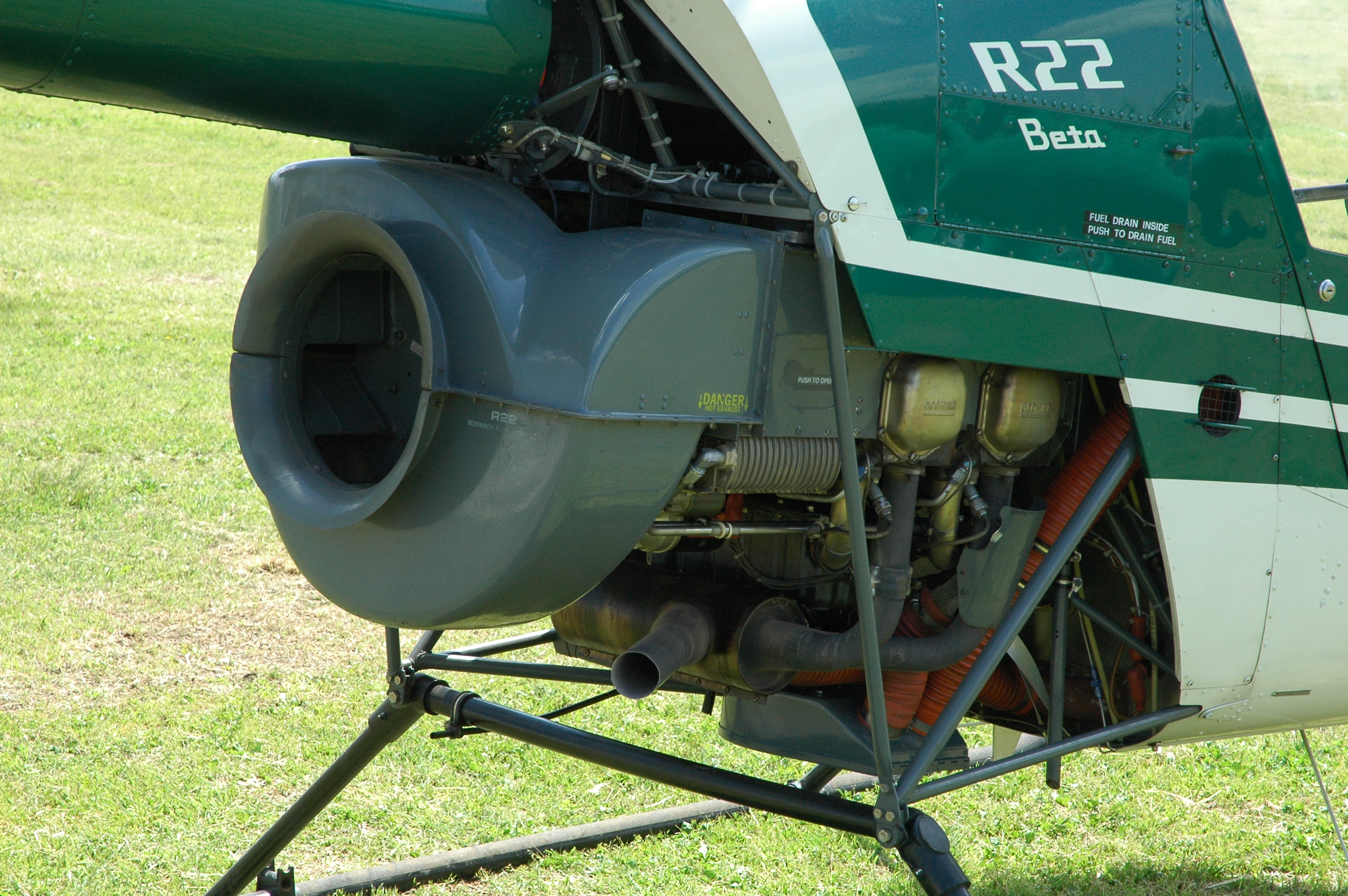
Robinson R22 Beta; Aviosuperficie FlyRoma. Dettaglio del motore Lycoming O-320

Il Robinson R22 è un elicottero leggero monomotore da turismo, biposto e con rotore bipala, utilizzato con successo come elicottero scuola.
Disegnato nel 1973 da Frank D. Robinson, progettista e titolare dell'azienda che porta il suo nome, la statunitense Robinson Helicopter Company, è stato introdotto sul mercato nel 1979 ed è tuttora in produzione. Le sue doti di manovrabilità ne fanno un apprezzato addestratore basico rendendolo il modello più usato al mondo dalle scuole di volo per elicotteri.

## Sviluppo
Grazie al prezzo relativamente basso sia nell'acquisto che nei costi d'esercizio, l'R22 riscuote grande popolarità come addestratore basico in ambito mondiale oltre che come strumento per la gestione del bestiame nei grandi ranch nordamericani e nelle cattle station australiane.
L'R22 possiede un rotore dotato di bassissima inerzia e grazie a questo i controlli agiscono direttamente tramite biellette senza alcuna servoassistenza idraulica. Questo si traduce in una sensibilità particolarmente accentuata a confronto di altri elicotteri di pari prestazioni richiedendo da parte del pilota una guida attenta e leggera fatta di piccole correzioni. La maggiore difficoltà di pilotaggio iniziale viene compensata dal vantaggio che hanno gli studenti nel ricevere un minor impatto nel controllo di un elicottero di massa superiore.

## Descrizione tecnica
L'R-22 è un elicottero leggero dotato di un rotore a due pale semirigide e di un rotore di coda anch'esso a due pale. La struttura è realizzata in tubi saldati in acciaio al cromo-molibdeno sulla quale anteriormente è montata una cabina di pilotaggio a due posti affiancati in fibra di vetro ed alluminio dotata di un'ampia finestratura in plexiglas. Posteriormente invece la trave di coda, gli stabilizzatori orizzontali e verticali sono costruiti interamente in alluminio. La versione normalmente prodotta prevede un paio di pattini di atterraggio o in alternativa due galleggianti per le versioni idro.

### Controlli
Invece di utilizzare un ciclico tradizionale composto da un'asta posta tra le ginocchia del pilota, l'R22 si avvale di un'unica "barra a T", soluzione brevettata dalla Robinson, collegata ad un'asta che emerge dalla console tra i due sedili. Questo facilita l'accessibilità ai sedili da parte degli occupanti e riduce la possibilità di causare danni in caso di brusco atterraggio. La barra è ricoperta di un materiale antiscivolo su entrambi i lati che si estende sino alla parte che scende tra le gambe.

## Versioni
- R22 : prima versione entrata in produzione e motorizzata da un motore Lycoming O-320-A2B da 124 hp (93 kW)(in seguito A2C, o B2C)
- R22 HP : versione potenziata, dotata di motore Lycoming 0-320-B2C da 160 hp
- R22 Alpha : sviluppo della versione precedente omologata nel 1983
- R22 Beta : versione dotata di motorizzazione 0-320-B2C o Lycoming O-360-J2A
- R22 Beta II : versione dotata di motorizzazione O-360-J2A da 131 hp (98 kW) a 2 652 giri/min
  - R22 Beta II Police : versione da pattugliamento urbano in uso alla polizia, dotata di faro supplementare direzionale, visori notturni ad infrarossi, monitor addizionale, apparecchiatura radio ricetrasmittente dedicata, megafono per comunicazioni esterne.
- R22 Mariner :
  - R22 Mariner II :
- R22 Police :
- R22 IFR : versione dotata di motorizzazione O-360-J2A con pannello strumenti per l'addestramento al volo strumentale basico
- R22 Agricultural : versione specificatamente attrezzata per l'utilizzo agricolo

## Utilizzatori

### Militari
Rep. Dominicana
- Ejército Nacional de República Dominicana

4 R22 ricevuti a partire dal 2001.
- Fuerza Aérea Dominicana

4 R22 consegnati ed in servizio al giugno 2019.
 Filippine
- Hukbong Dagat ng Pilipinas

 Lituania
 Messico
- Armada de México

1 R22 in servizio all'aprile 2019.

### Governativi
Stati Uniti
- El Monte Police Department, California.